# Museu Casa Cristo

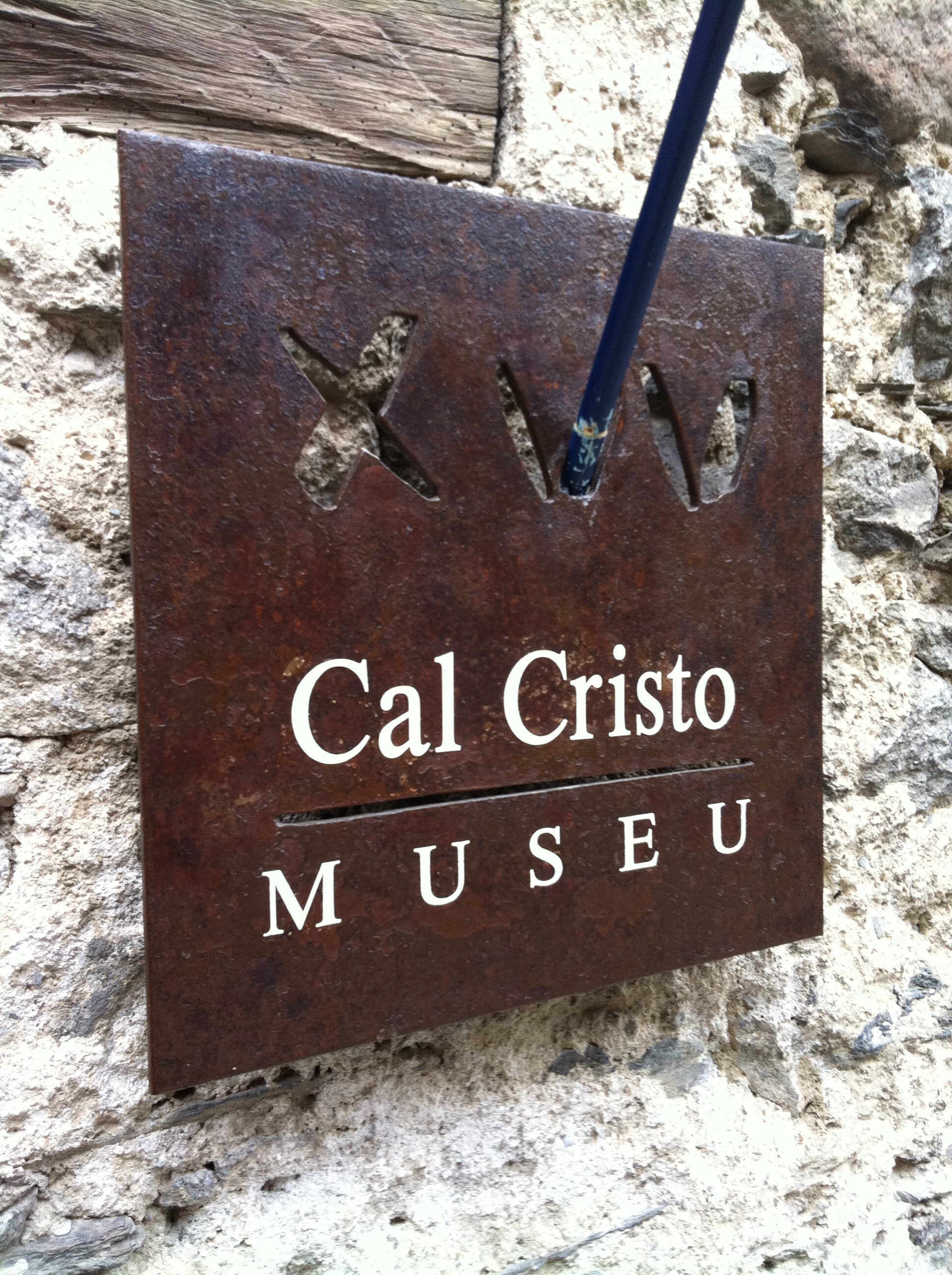
Placa d'entra al Museu Casa Cristo.

El Museu etnogràfic Casa Cristo, està ubicat a la parròquia d'Encamp, concretament al nucli conegut com la Mosquera. És una casa amb poca història (com sovint passava en les cases modestes) i la primera referència escrita conservada a la casa, es remunta a l'any 1885, quan Bonaventura Bigatà (a) Cristo, rep el permís del Veguer francès per tenir una escopeta de la marca Remington.

## Història
La casa però, està construïda en dues fases, la planta baixa i la primera planta, podrien datar del segle xviii. I la segona i el cap de casa són segurament del segle xix. La casa que ara coneixem, és fruit doncs de dos construccions i de dues famílies que hi visqueren. Els “Estrella” (des del segle XVIII fins a mitjans del XIX) i els “Cristo” (des de mitjans del segle XIX fins al XX).
Ara ens centrarem en l'última generació que hi habità la casa. La padrina Maria Cadena, els pares, el Pere Pirot i la Rosa Bigatà i, si es consulta el llibre V del Registre de Baptismes i Naixements de la parròquia, trobem la partida de naixement de la pubilla de la casa, la Mercè Pirot i Bigatà el 1908 i tres anys més tard el 1911, la de la seva germana Florentina.
La família es dedicava a la ramaderia i l'agricultura, i quan calia també feien de jornalers per les cases benestants del poble. L'actual casa-museu, està centrada en la figura d'aquestes dues germanes (la Mercè i la Florentina). Aquestes durant la dècada dels anys 30 emigraren a França. Besiers i Perpinyà foren els seus destins. Allà es casaren i formaren família, assentant-se definitivament al país gal. Durant els anys 40 els seus pares (molt grans ja) marxaren amb les seves filles i allà hi moriren. La casa restà tancada definitivament, a excepció de les vacances, durant les quals venien les filles i els nets a passar l'estiu.
La casa pairal passà definitivament al Comú d'Encamp el 1995, la descendència per part de la Florentina Pirot i Bigatà, la vengué amb tots els mobles i estris. Durant els treballs de restauració i rehabilitació, s'inventariaren i restauraren tots els béns i objectes de la casa, i l'edifici en si, respectant al màxim la identitat de cada objecte, de cada peça, procurant no alterar-la ni tampoc donar lloc a males lectures ni interpretacions que induïssin a l'engany. La casa ens ha arribat fins a la data d'avui en excel·lents condicions, gairebé intacta des que la tancaren fa 60 anys. Obrint-se al públic com a museu el 1999.
Des de l'any 2001 s'organitzen a la casa diferents activitats, entre les quals caldria destacar, les visites nocturnes a la llum de les espelmes, les activitats pels infants, les visites guiades i la possibilitat de conèixer la història llegada oralment pels nostres padrins, mitjançant els Vespres a pagès, on arrecerats al costat de la llar de foc s'expliquen llegendes i rondalles que es perden a la nit dels temps.
La casa Cristo està inclosa dins l'Itinerari de l'Hàbitat Rural, (on conjuntament amb la casa Rull i la casa d'Areny i Plandolit), ens brinden l'oportunitat de conèixer les tres classes socials de finals del segle xix, la família humil, els pagesos grassos i el noble.

## Galeria

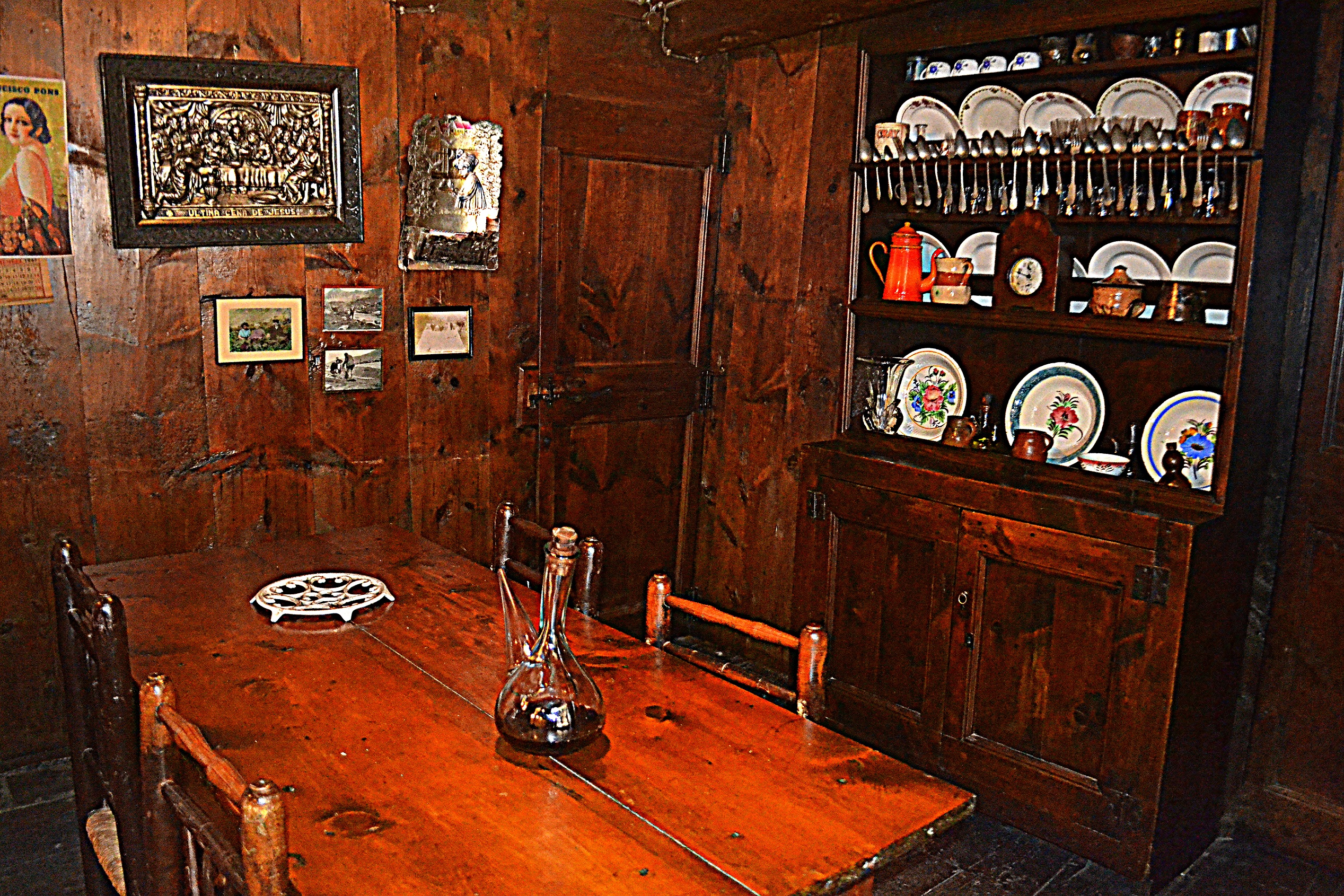
Interior
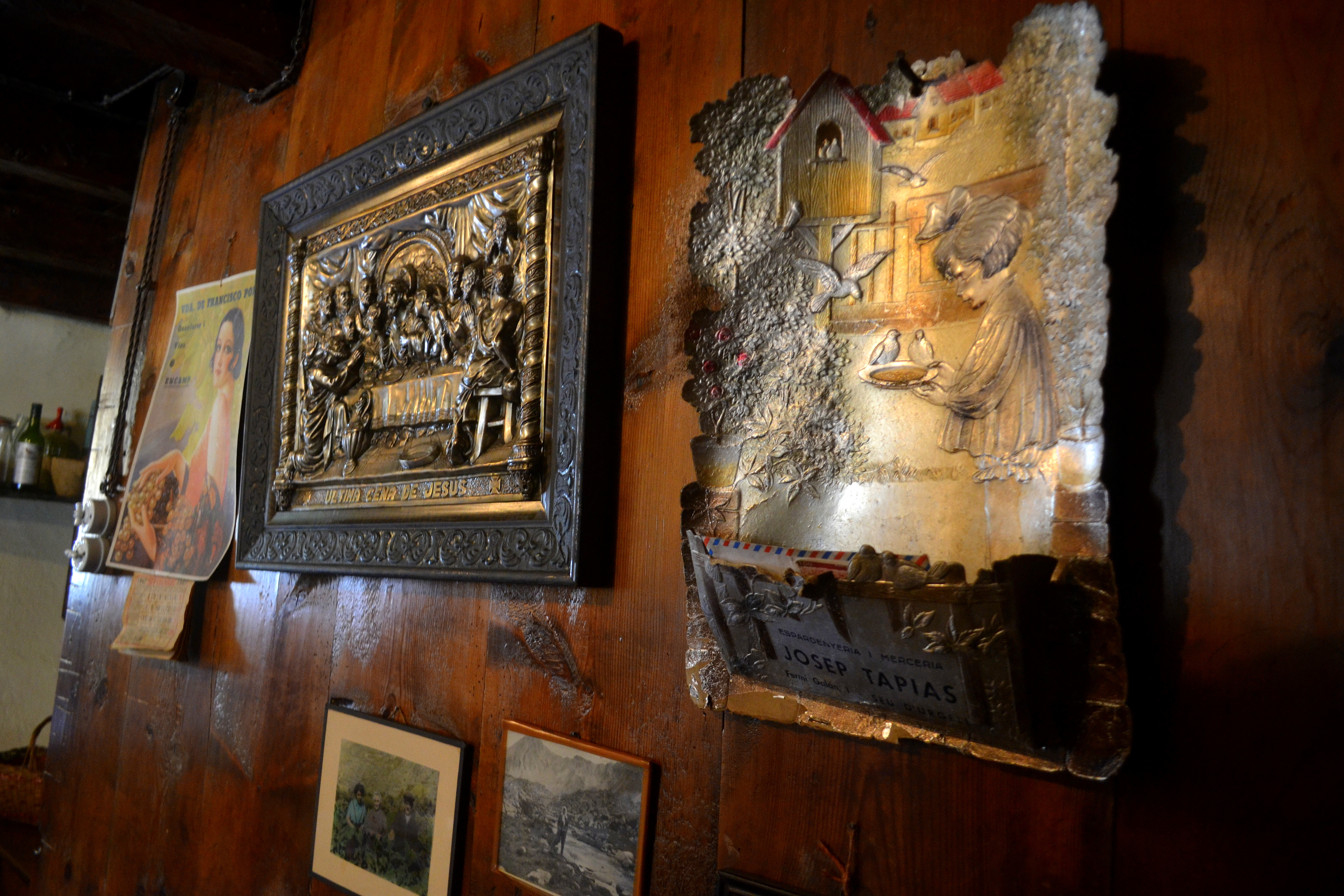
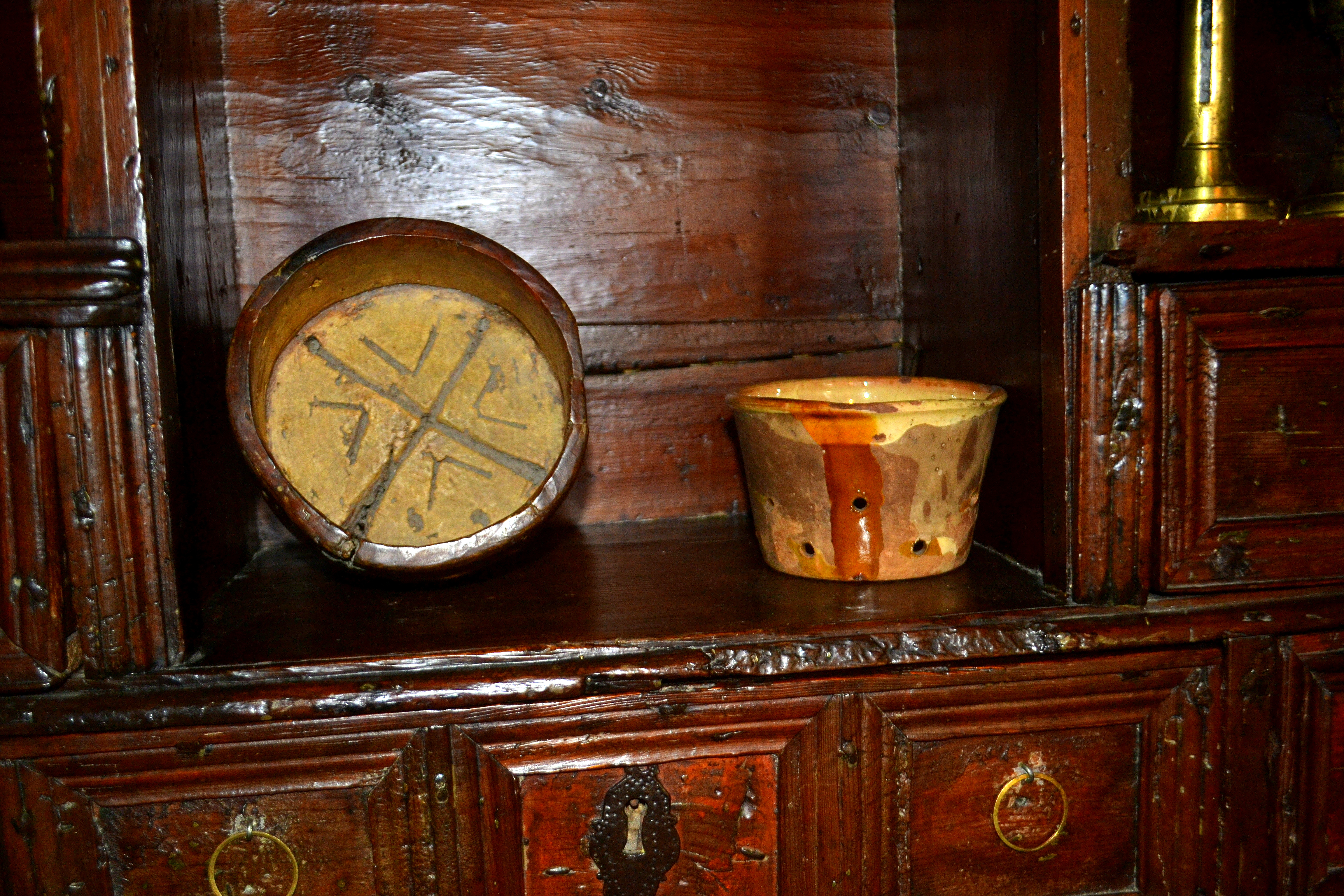
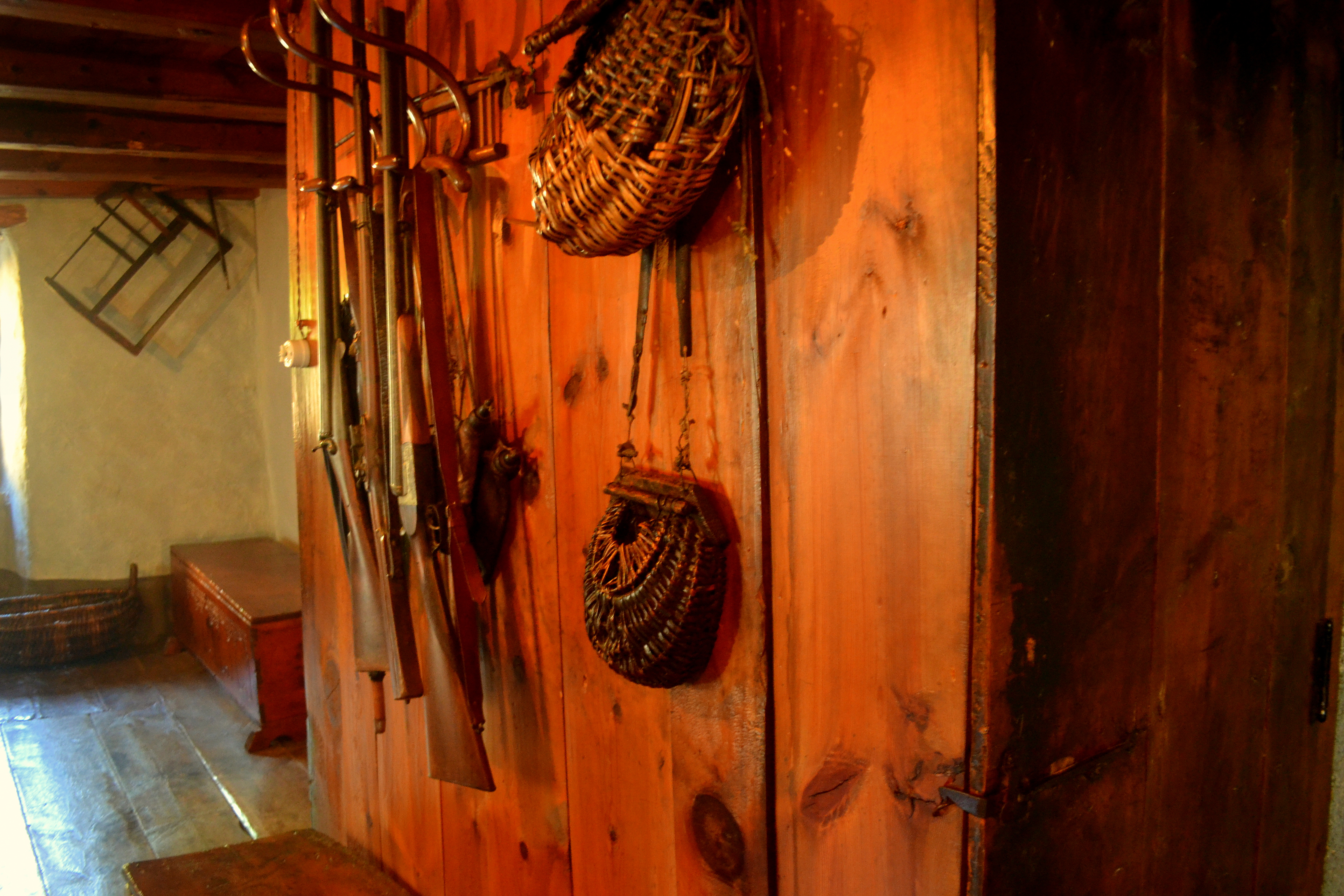